# 列夫基夫齊 (沃洛奇斯克區)
49°38′34″N 26°27′41″E / 49.64278°N 26.46139°E
萊夫基夫齊（烏克蘭語：Левківці）是位於烏克蘭西部的村莊，由赫梅利尼茨基州裡赫梅利尼茨基區的沃洛奇斯克市鎮負責管轄。該村面積1.09平方公里，海拔高度317米，2001年人口126，人口密度每平方公里115.6人。